# Paradise and Lunch
Paradise and Lunch è il quarto album di Ry Cooder ed è stato pubblicato nel 1974. L'album propone un mix di jazz, blues e roots e da molti è considerato il miglior album del musicista statunitense.

## Tracce

### Lato A
1. Tamp 'em Up Solid (tradizionale) – 3:19
2. Tattler (Washington Phillips, Ry Cooder, Russ Titelman) – 4:14
3. Married Man's a Fool (Blind Willie McTell) – 3:10
4. Jesus on the Mainline (tradizionale) – 4:09
5. It's All Over Now (Bobby Womack, Shirley Womack) – 4:49

### Lato B
1. Fool for a Cigarette/Feelin' Good (Sidney Bailey, J. B. Lenoir, Jim Dickinson) (medley) – 4:25
2. If Walls Could Talk (Bobby Miller) – 3:12
3. Mexican Divorce (Burt Bacharach, Bob Hilliard) – 3:51
4. Ditty Wah Ditty (Arthur Blake) – 5:42

## Formazione
- Milt Holland – batteria, percussioni
- Jim Keltner – batteria
- Russ Titelman, Chris Ethridge – basso
- Ronnie Barron – pianoforte, organo
- Red Callender, John Duke – basso
- Plas Johnson – sassofono
- Oscar Brashear – cornetta
- Bobby King, Gene Mumford, Bill Johnson, George McCurn, Walter Cook, Richard Jones, Russ Titelman, Karl Russell – voci
- Earl Hines - pianoforte in Ditty Wah Ditty